# 念珠商街
41°54′02.80″N 12°28′10.50″E / 41.9007778°N 12.4695833°E

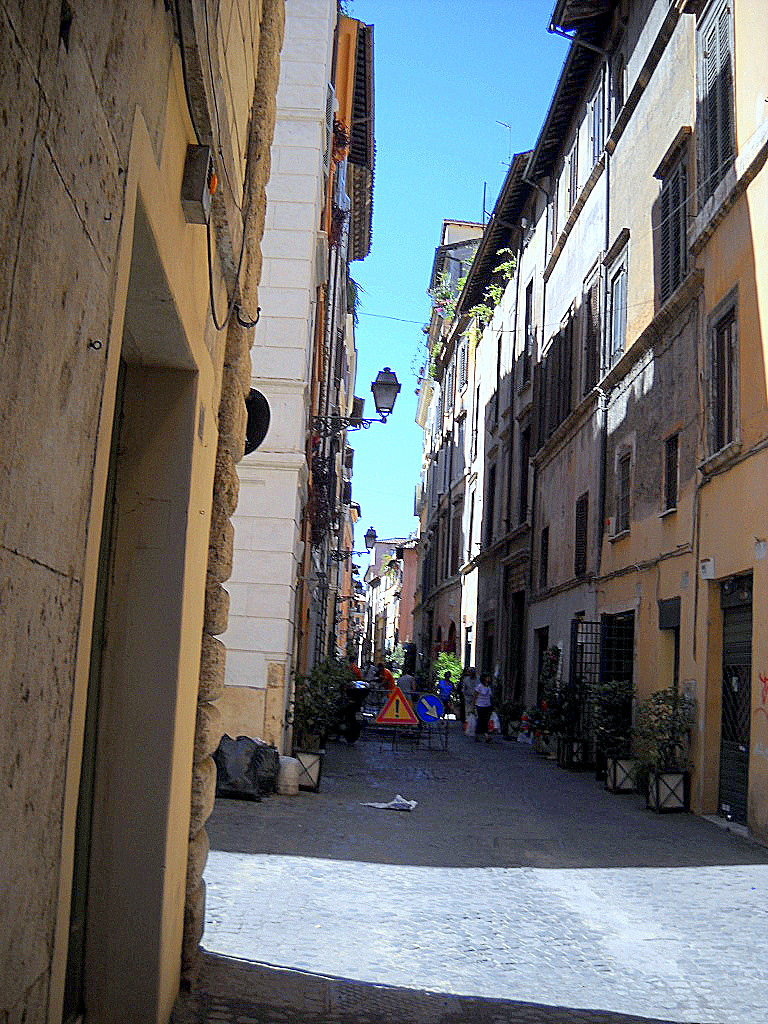

念珠商街（Via dei Coronari）是罗马旧城区中的一条街道。完全属于庞特区，两侧主要是建于15世纪和16世纪的建筑，是这座古城最美丽的道路之一，保持了意大利文艺复兴街道的特色。

## 位置
这条街长约500米，东西走向，东到桑圭尼塔广场（Largo di Tor Sanguigna），西到念珠商广场（Piazza dei Coronari）。从那里再向西延伸就是Vicolo del Curato。在桑圭尼塔后面，直街继续向东，穿过美丽的拱门，进入圣奥斯定街（Via di S. Agostino）和 Via delle Coppelle。念珠商街和后者之间的连续性在1910年代因为开辟Via Zanardelli而被打断。

## 历史

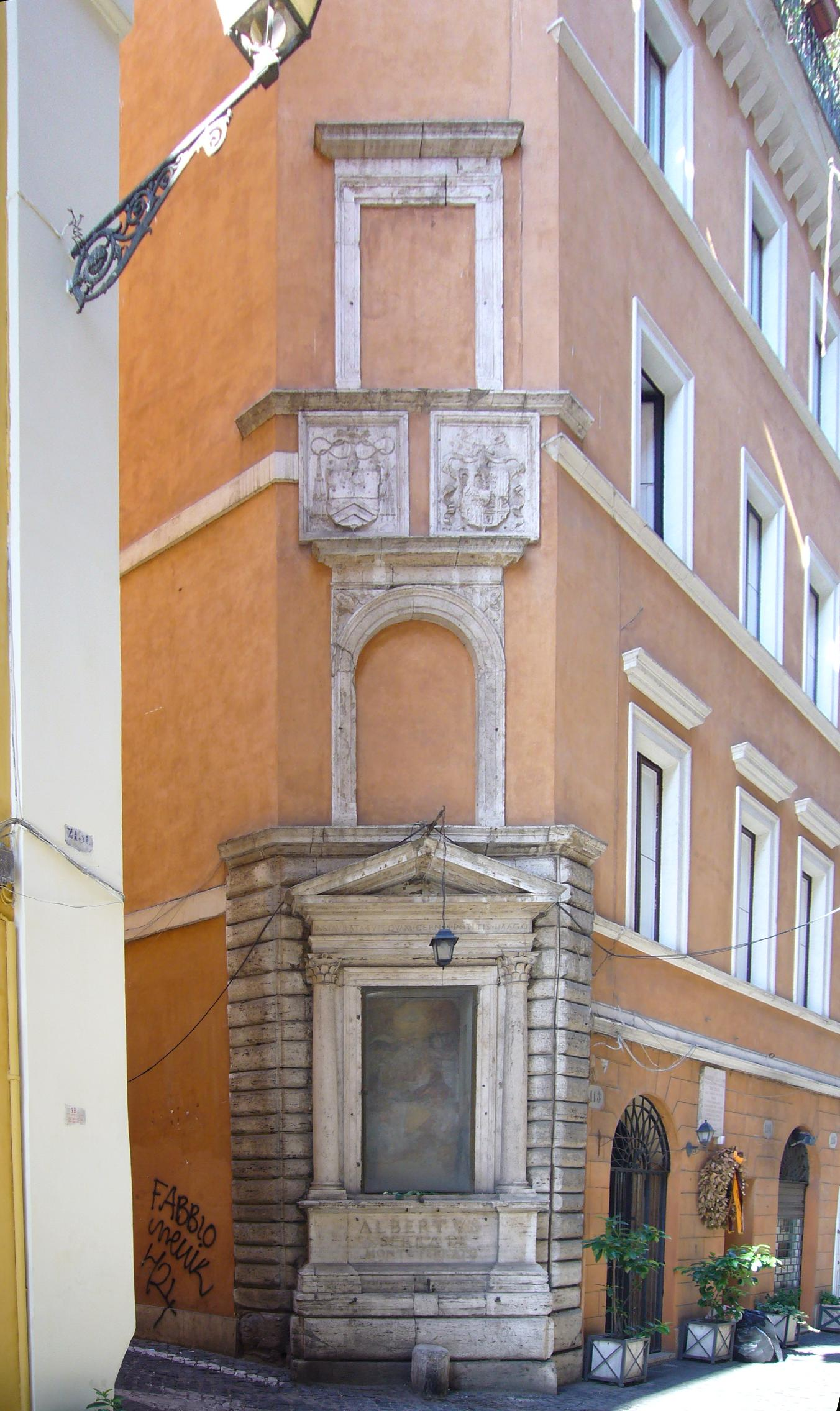

这条路在古罗马时期已经存在。当时它是直街（Via recta）的一部分，对应于今天的轴线Via delle Coppelle – 念珠商街。
念珠商街得名于沿街开设宗教用品店的念珠商。大多数朝圣者从波波洛門进入罗马后，都是沿着这条街经圣天使桥的路线，前往圣伯多禄大殿朝圣。
在中世纪，这条路连接了两个不同的街区：东面在10-15世纪称为皮货商区（Scorticlaria），西面的庞特圣像（Immagine di Ponte）街区得名于在16世纪重建的路边圣像。
在文艺复兴时期，这条街由教宗西斯都四世（1471年至1484年）平整铺设。就像城里的其他道路一样，教宗下令这条街两侧的所有门廊都砌上墙，因此使这条街失去了中世纪的特征。主教、贵族和商人，受到教宗允诺的财政优势的吸引，在这里建起优雅的房屋和宫殿，立面往往装饰着绘画，其中大部分现在都消失。许多房屋在大理石板上刻有格言，体现业主的生活哲学。
在同一时期，一些受过良好教育的名妓，高级教士和贵族的情妇，也被吸引到这个街区。 这其中就有 切萨雷·波吉亚的情妇 Fiammetta Michaelis。
文艺复兴之后，这条街及其周边地区衰落下去。富裕区域从这里向北转移到战神广场区的西班牙广场一带。
1870年意大利攻占罗马后，曾有计划扩建这条街道，但被当时的罗马市长埃内斯托·内森否决。
这条街基本上逃脱了在法西斯时期 （1922-1943）对罗马市中心的拆迁。尽管如此，在1939年，由于市政府在历史中心采取的降低人口密度的政策，救主堂以北及Vecchiarelli街附近的拆迁，还是损害了街道的统一性。
从20世纪50年代开始，这条街上的店铺被许多废旧品商人占据，后来演变为古董商，将这条路转变为罗马艺术市场的三个中心之一，另外两个是朱利亚街和狒狒街。 自2000年代以来，其中的许多商店已被其他商店取代，如比萨饼店、冰淇淋店和纪念品销售商，服务于前往圣伯多禄大殿的游客。

## 著名建筑与地标

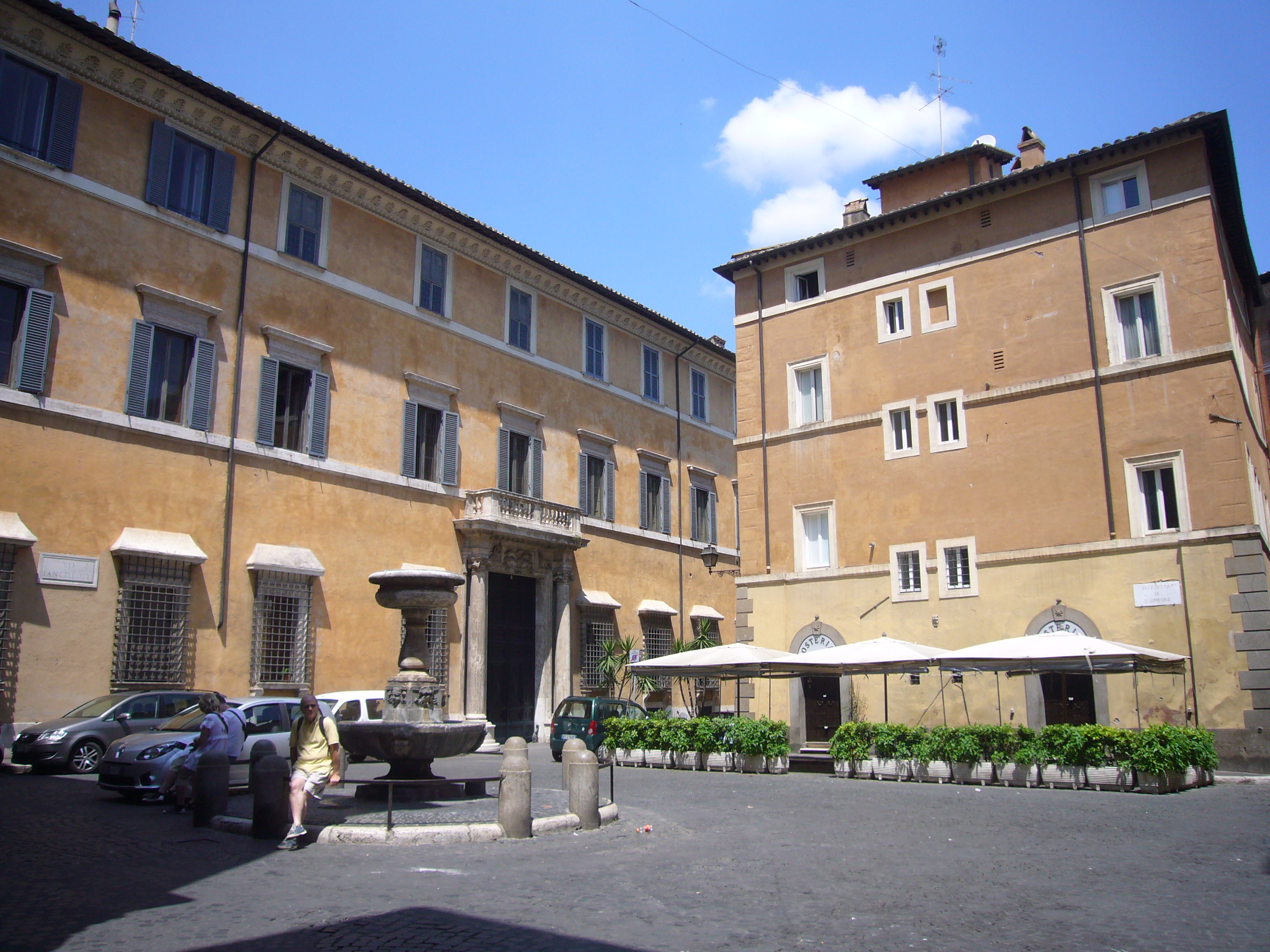

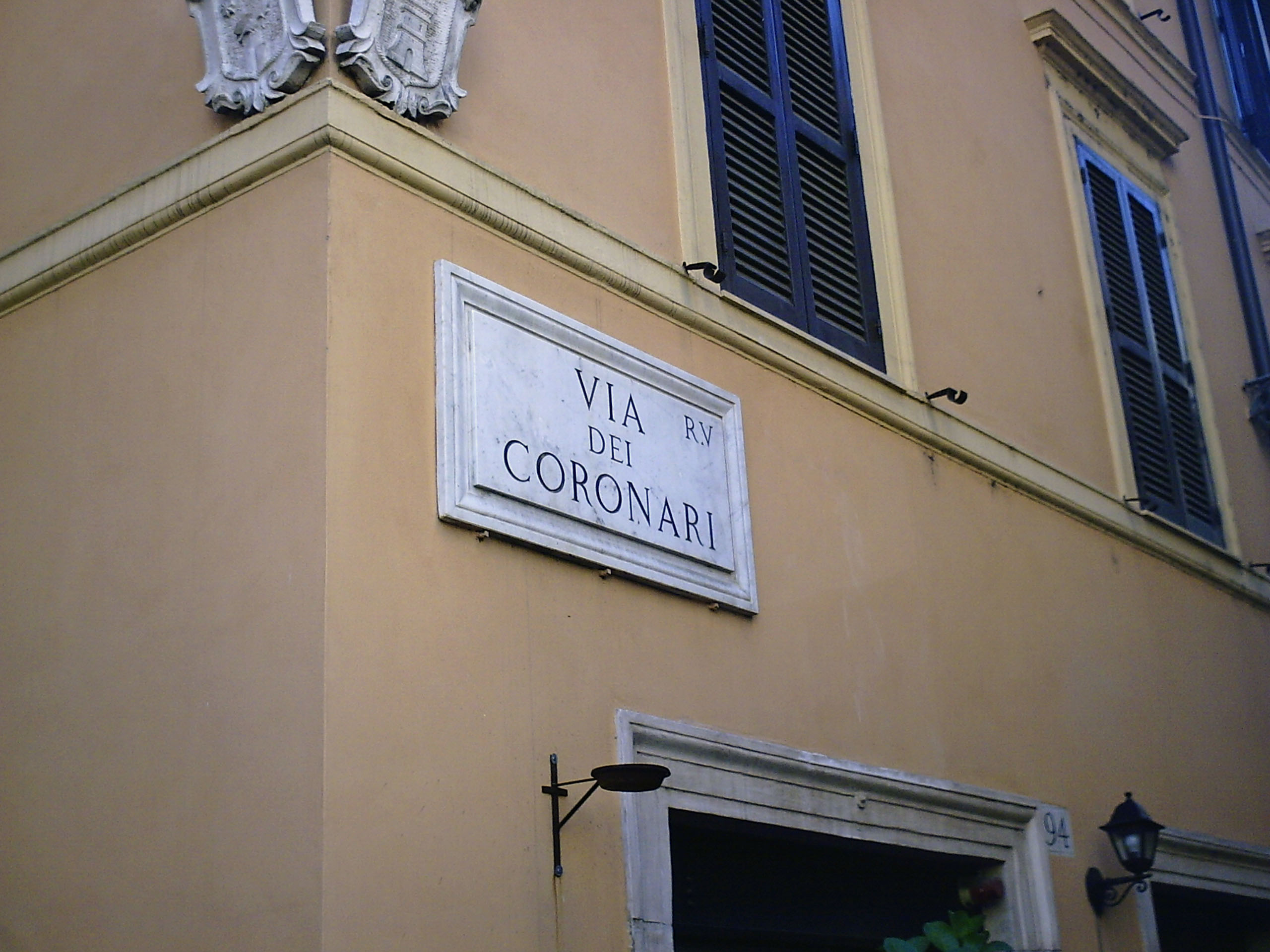

- 兰切洛蒂宫（Palazzo Lancellotti）。兰切洛蒂是罗马的一个贵族世家，起源于西西里。[9] 他们属于黑贵族（nobiltà nera），在1870年意大利攻占罗马后仍然效忠教宗。为了显示他们的忠诚，圣西默盎广场上的宫门从那天起一直保持关闭状态。该建筑由弗朗切斯科·达·沃尔泰拉设计于16世纪中叶，由卡洛·马代尔诺完成。[9]